# Брос, Харри
Хенрикюс Адрианюс Брос (нидерл. Henricus Adrianus Broos, 25 мая 1898 — 16 июля 1954) — нидерландский легкоатлет, призёр Олимпийских игр.

## Биография
Родился в 1898 году в Розендале. В 1921 году стал чемпионом Нидерландов в беге на 100 м и в прыжках в длину. В 1922 году стал национальным чемпионом в беге на 200 м. В 1923 году стал чемпионом Нидерландов на дистанциях 100 м и 200 м. В 1924 году повторил это достижение, а на Олимпийских играх в Париже стал бронзовым медалистом в эстафете 4×100 м, однако на дистанциях 100 м и 200 м ему не удалось дойти до финала. В 1925 году опять стал чемпионом Нидерландов на дистанции 100 м. В 1927 году стал национальным чемпионом на дистанции 400 м. В 1928 году опять стал чемпионом Нидерландов на дистанциях 100 м и 400 м, а также принял участие в состязаниях по бегу на дистанциях 200 м, 400 м, и в эстафете 4×400 м на Олимпийских играх в Амстердаме, но там не завоевал медалей. В 1929 году вновь стал национальным чемпионом на дистанции 400 м.
Помимо лёгкой атлетики Хенрикюс Брос был также активным футболистом, и по завершении спортивной карьеры стал вице-президентом своего клуба «ПСВ».